# Zakiczański Potok
Zakiczański Potok, Potok Kiczański potok, lewy dopływ Czarnej Wody o długości 7,91 km i powierzchni zlewni 11,27 km².
Potok wypływa na południowo-wschodnich stokach Modyni, na wysokości około 860 m n.p.m. Spływa w południowo-wschodnim kierunku przez miejscowość Kicznia doliną pomiędzy dwoma grzbietami Modyni. W dolnej części biegu zmienia kierunek na południowy, później na południowo-zachodni i uchodzi do Czarnej Wody jako jej największy dopływ na wysokości około 380 m n.p.m.
Zakiczański Potok płynie przez miejscowości Kicznia i Łącko w województwie małopolskim, w powiecie nowosądeckim, w gminie Łącko.